# فریده نیکزاد
فریده نیکزاد روزنامه‌نگار افغان و مدیر مسئول خبرگزاری پژواک (آژانس خبری مستقلی که اخبار روزانه را به زبان‌های پشتو، دری و انگلیسی پوشش می‌دهد) است.

## تحصیلات
فریده نیکزاد دانشجوی رشته خبرنگاری بود و با قدرت‌گیری طالبان در سال ۱۹۹۶ مجبور شد افغانستان را ترک کند. او در دهلی نو تحصیل خویش را ادامه داد و در سال ۲۰۰۱ به افغانستان برگشت و کار ژورنالیسم را در پیش گرفت.

## دریافت جایزه
فریده نیکزاد در دسامبر ۲۰۰۸ برنده جایزه شجاعت در کار خبرنگاری از سوی بنیاد بین‌المللی رسانه‌های زنان شده‌است.
او علی‌رغم تهدیدات جانی که شده است و نیز قتل زکیه زاکی، دیگر روزنامه‌نگار زن افغان در این مدت، همچنان با جدیت به کار خود ادامه داده است.

نیکزاد هنگام دریافت مدال شجاعت در خبرنگاری گفت : 
«من برای این که زنان بتوانند نقشی در جامعه داشته باشند، کار می‌کنم و فعالیتم در جهتی‌ست که بتوانم برای زنان الگو باشم، به گونه‌ای که آنان تشویق گردند تا نقش مهمی در جامعه داشته و سکوت نکنند، کاری که آسان نیست. سال گذشته، وضعیت برای زنان (افغان) بدتر بود. زنان دارای هیچ حقوقی نیستند و دوست ندارند که زنان خبرنگار شوند. این کشور مردهاست و من می‌خواهم از حقوق زنان دفاع کنم. من می‌ترسم، ولی فعالیتم را ادامه خواهم داد.»

1. 

- http://da.azadiradio.com/a/28355580.html